# Camp d'Hoquei del Parc Olímpic de Pequín
El Camp d'Hoquei del Parc Olímpic de Pequín és un estadi temporal a Pequín (La Xina) on se celebraran les competicions del torneig d'hoquei sobre herba dels Jocs Olímpics de 2008.
Està ubicat en la part nord del Parc Olímpic, districte de Chaoyang, al nord de la capital xinesa, a prop del Gimnàs Nacional de Pequín.